# Iwan Borzow
Iwan Iwanowicz Borzow (ros. Ива́н Ива́нович Борзо́в, ur. 8 października?/21 października 1915 we wsi Staroworowo w guberni moskiewskiej, zm. 7 czerwca 1974 w Moskwie) – radziecki pilot i dowódca wojskowy, marszałek lotnictwa (1972), Bohater Związku Radzieckiego (1944).

## Życiorys
Od 1935 w Armii Czerwonej, 1936 ukończył szkołę lotniczą im. Stalina w Jejsku, służył w Siłach Powietrznych Floty Czarnomorskiej, od grudnia 1938 starszy pilot, od marca 1939 w Siłach Powietrznych Floty Oceanu Spokojnego. Pod koniec 1939 wysłany nad Morze Bałtyckie i skierowany na front wojny szimowej, podczas której wykonał 25 lotów bojowych, za co został odznaczony. Od maja 1940 dowódca klucza w 1 pułku minersko-torpedowym Sił Powietrznych Floty Bałtyckiej. 
Od czerwca 1941 uczestnik walk na froncie z Niemcami, zastępca dowódcy eskadry 1 pułku minersko-torpedowego Sił Powietrznych Floty Bałtyckiej. Wykazał się męstwem, jednak w sierpniu 1941, by wykazać dowództwu umiejętności pilotażu, samowolnie uruchomił I-16 znajdującego się w warsztacie naprawczym i wykonywał na nim figury akrobacyjne, ponieważ jednak zbiornik paliwa był prawie pusty, samolot wkrótce po starcie spadł na ziemię; za ten czyn Iwan Borzow został zdegradowany i skazany w Leningradzie na 10 lat więzienia w zawieszeniu do końca wojny „za naruszenie wojskowej dyscypliny, co spowodowało katastrofę samolotu”. We wrześniu 1941 został zestrzelony nad terytorium wroga podczas bombardowania stacji. Za bohaterstwo w 1942 mianowany dowódcą eskadry, od stycznia 1943 inspektor ds. techniki pilotażu 8 Brygady Lotniczej, od września 1943 dowódca pułku. Od 1942 w WKP(b). Wyróżnił się podczas walk o przełamanie blokady Leningradu i operacji leningradzko-nowogrodzkiej. Do lipca 1944 wykonał 147 lotów bojowych. Dowodzony przez niego pułk zatopił 85 transporty, 1 niszczyciela, 4 okręty podwodne, 4 cysterny, 3 trałowce i 3 łodzie patrolowe. Za wybitne i bohaterskie czyny w walce z wrogiem dekretem Prezydium Rady Najwyższej ZSRR otrzymał tytuł Bohatera ZSRR. 
Dowodził pułkiem do stycznia 1945, gdy został wycofany z frontu i mianowany zastępcą szefa lotniczej szkoły marynarki wojennej ds. szkolenia lotniczego. 1945-1948 studiował w Akademii Marynarki Wojennej, po czym został jej pracownikiem. Od czerwca 1949 dowódca 3 Dywizji Lotniczej, 27 stycznia 1951 mianowany generałem majorem, od grudnia 1951 szef sztabu – zastępca dowódcy Sił Powietrznych Marynarki Wojennej ZSRR, od maja 1953 dowódca Sił Powietrznych Floty Północnej. Od stycznia 1956 dowódca Sił Powietrznych Floty Bałtyckiej. Od grudnia 1957 I zastępca dowódcy (od 18 lutego 1958 generał porucznik), od grudnia 1960 zastępca dowódcy, a od 1962 do śmierci dowódca lotnictwa Marynarki Wojennej ZSRR. Od 16 czerwca 1965 generał pułkownik, od 16 grudnia 1972 marszałek lotnictwa. Pochowany na Cmentarzu Nowodziewiczym.

## Odznaczenia
- Złota Gwiazda Bohatera ZSRR (22 lipca 1944)
- Order Lenina (dwukrotnie – 1944 i 1963)
- Order Czerwonego Sztandaru (sześciokrotnie – m.in. 1940, 1941, 1943, 1944 i 1956)
- Order Uszakowa II klasy (1944)
- Order Wojny Ojczyźnianej II klasy (1943)
- Order Czerwonej Gwiazdy (dwukrotnie)
- Medal „Za zasługi bojowe”
- Medal 100-lecia urodzin Lenina
- Medal „Za obronę Leningradu”
- Medal „Za zwycięstwo nad Niemcami w Wielkiej Wojnie Ojczyźnianej 1941–1945”
- Medal jubileuszowy „Dwudziestolecia zwycięstwa w Wielkiej Wojnie Ojczyźnianej 1941–1945”
- Medal jubileuszowy „30 lat Armii Radzieckiej i Floty”
- Medal jubileuszowy „40 lat Sił Zbrojnych ZSRR”
- Medal jubileuszowy „50 lat Sił Zbrojnych ZSRR”
- Medal 250-lecia Leningradu

I medal mongolski.